# Frodsham
Frodsham – miasto i civil parish w Wielkiej Brytanii, w Anglii, w hrabstwie Cheshire, w dystrykcie (unitary authority) Cheshire West and Chester, położone na południowym brzegu rzeki Weaver. W 2011 roku civil parish liczyła 9077 mieszkańców. Frodsham jest wspomniane w Domesday Book (1086) jako Frotesham.